# Diyarbakır

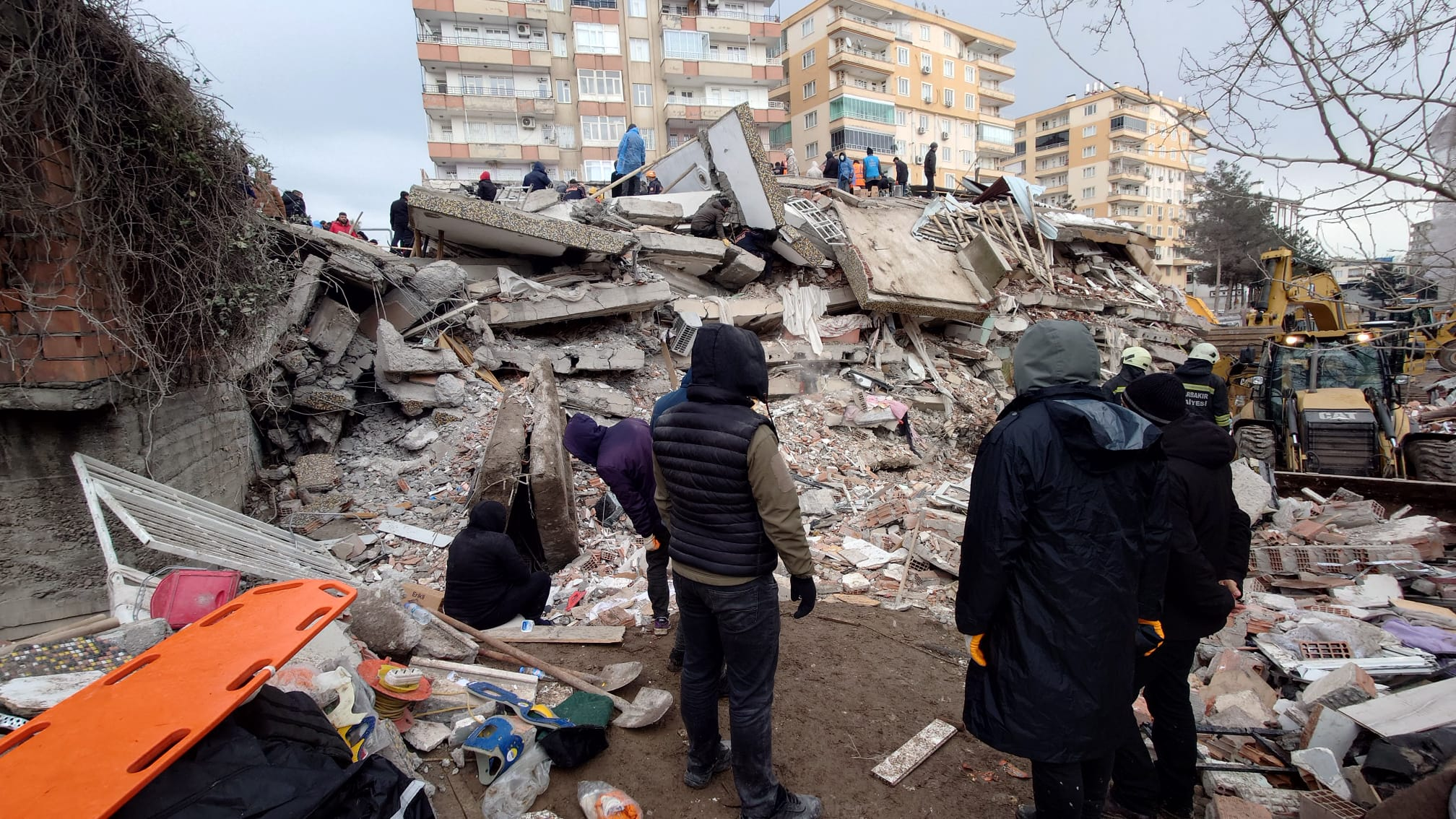
Skadade byggnader i Diyarbakır efter jordbävningen 6 februari 2023.

Diyarbakır (syriska ܐܡܝܕ  Amed, armeniska Dikranagerd, kurdiska Amed) är en stad med cirka 1.800 000 invånare (2024) vid floden Dicles, i provinsen Diyarbakır i sydöstra Turkiet. Diyarbakır är beläget i den bördiga halvmånen. Staden har en stor kurdisk befolkning och har varit ett centrum för den kurdiska självständighetsrörelsen. Diyarbakırs fästning och trädgårdsanläggningarna runt staden blev år 2015 upptagna på Unescos världsarvslista.

## Infrastruktur och industri
Staden består av de fyra kommunerna Bağlar, Kayapınar (en förortskommun som slogs samman med Diyarbakır 2008), Sur (som omfattar den äldre delen av staden) och Yenişehir. Dessa administreras gemensamt inom storstadskommunen Diyarbakır Büyükşehir Belediyesi. 
Diyarbakır är ett kommunikationscentrum. Flyg- och järnvägsförbindelser finns med huvudstaden Ankara. Industrin framställer bland annat bomulls- och ylletextilier samt kopparprodukter. Den är också sedan gammalt känt för sina filigranarbeten i guld och silver.

## Historia
Diyarbakir är det moderna namnet på den forntida assyriska staden Amid som ligger vid floden Tigris. Staden omnämns för första gången i assyriska utgrävningar och reducerades senare till en provins i det neo-assyriska riket. Staden koloniserades under 200-talet av romarna, som kallade den "Amida". Staden stärktes och utvidgades av kejsar Konastantin II som också reste nya murar runt staden 349. Efter en lång belägring föll staden för den persiske kungen 359. Staden erövrades många gånger mellan romare och perser. Amid blev en viktigt religiös centra för syrisk-ortodoxa kyrkan på 400-talet med biskopssäte för metropoliten. Den syrisk-ortodoxe biskopen John Saoro (483–503) byggde den cirka 200 m långa stenbron med tio bågar över floden Tigris som än idag finns bevarad. Likaså finns kyrkan från 600-talet (Guds Moder Marias Kyrka, MeryemAna Kilisesi) kvar. Amid  var i bysantinsk besittning när den erövrades av araberna runt 640. Staden fick sitt nya namn av stammen Bakr som slog sig ner i området (diyar betyder distrikt). Från 1034 till och med 1134 residerade patriarken för syrisk-ortodoxa kyrkan i staden. 1515 blev Diyarbakır osmanskt. Staden omges av basaltmurar med många torn och ett citadell. Från 1552 till omkring 1830 hade syrisk-ortodoxa kyrkan sitt säte i staden.
Diyarbakir upplevde många oroligheter i början av 1900-talet. I slutet på 1800-talet och under första världskriget flydde och dödades en stor del av stadens kristna invånare (armenier och assyrier) från staden i samband med det armeniska folkmordet som begicks på order av centralregeringen i Istanbul. Efter att Osmanska riket hade kapitulerat försökte franska trupper besätta staden. Under 1925 var staden ett centrum för det kurdiska upproret mot Kemal Atatürk. Idag är majoriteten av stadens invånare kurder.
Staden har sedan dess varit ett centrum för den kurdiska självständighetsrörelsen. Efter att det Kurdiska arbetarpartiet, PKK, inledde ett gerillakrig i sydöstra Turkiet 1984 blev staden dess bas. Under denna konflikt ökade befolkningen kraftigt när människor från närliggande områden där strider pågick flydde till staden. I staden var även turkiska Hezbullah aktiv i början av 1990-talet när denna grupp utförde attentat mot oppositionella kurder.
Efter att PKK utlyst ett ensidigt vapenstillestånd 1999 och den turkiska regeringen den 30 november 2002 avskaffade undantagstillståndet som gällt i 15 år återställdes lugnet. I mars–april 2006 utbröt dock ånyo demonstrationer som eskalerade i sammandrabbningar med polis och våldsamheter, med flera dödsoffer som följd.

## Världsarvet
Området omfattar den inre befästningen, İçkale, och  en nästan 6 km lång stadsmur med cirka 70 torn, portar och inskriptioner. Hevsels trädgårdar är en grön länk mellan staden och floden som försörjde staden med mat och vatten.

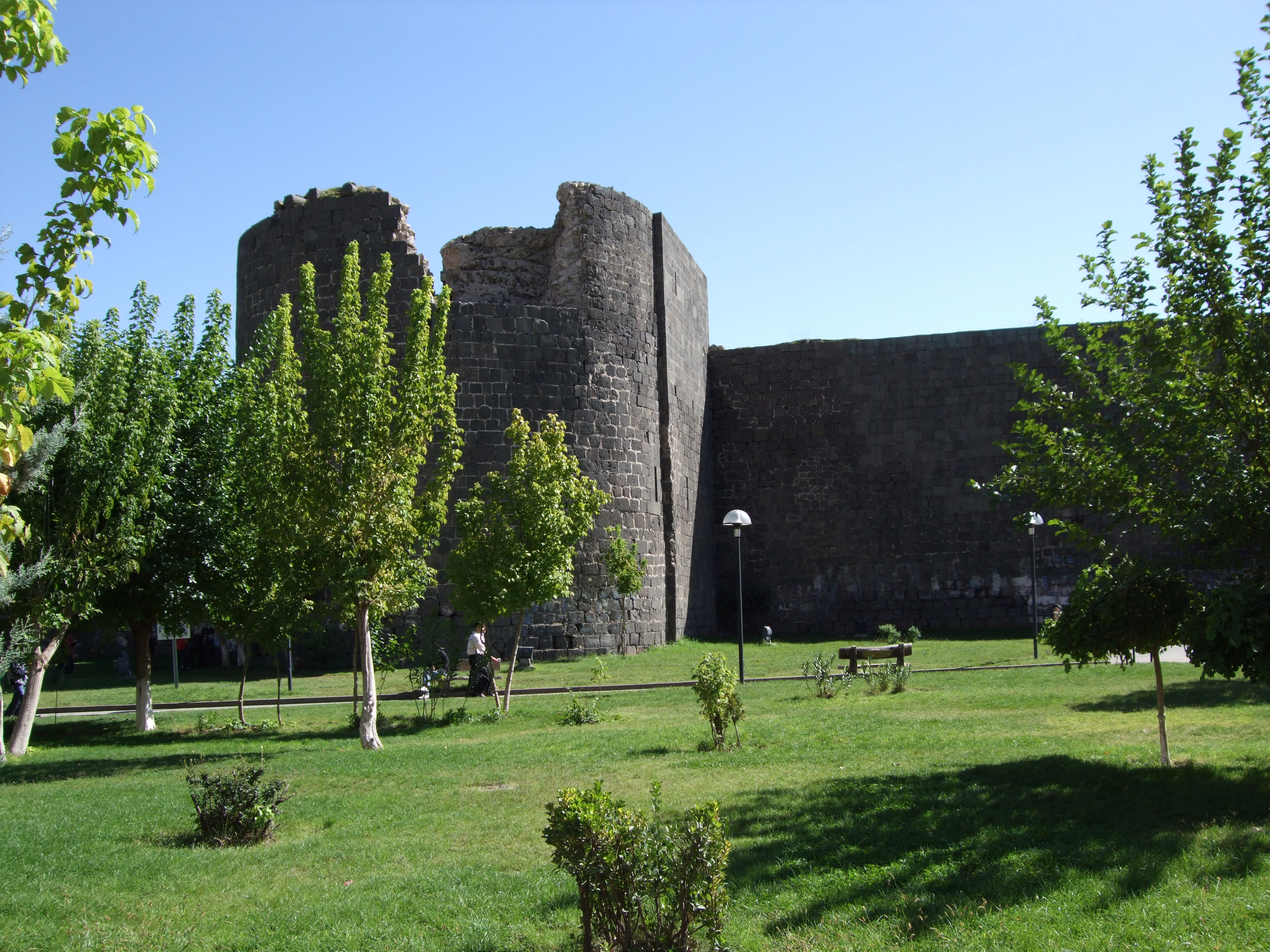
Stadsmur
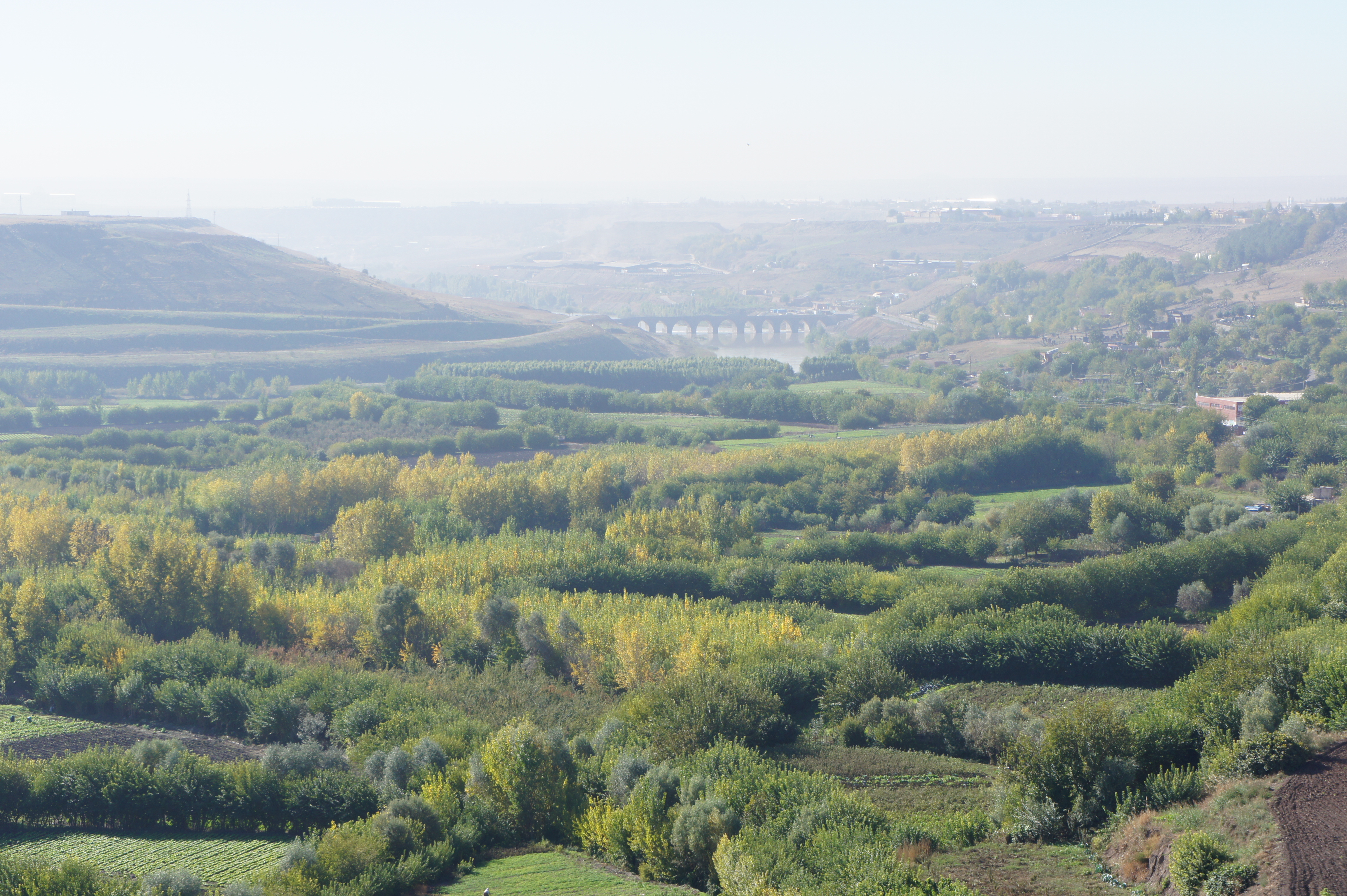
Hevsels trädgårdar
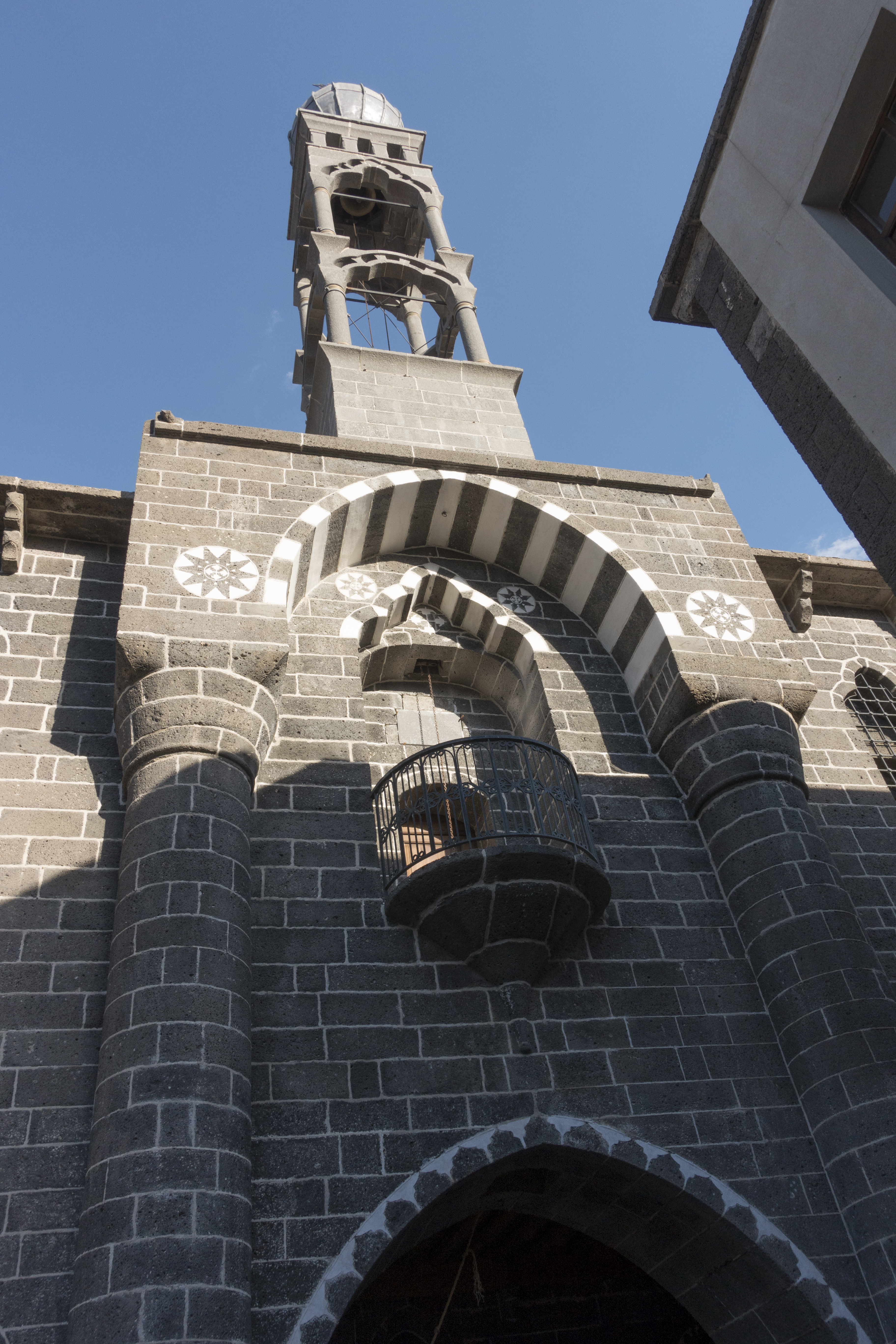
Armeniska kyrkan

## Övrigt
I filmen Tillbaka till Ararat (1988) av PeÅ Holmquist och Susanne Khardalian besöks stadens  enda kvarvarande armeniska kyrka. Filmen belönades med en Guldbagge för "Bästa svenska film".
Stig Strömholm citerar i en artikel i Svenska Dagbladet om ett helt annat ämne 1700-talsförfattaren Jacob Jonas Björnståhl, som i ett resebrev skrev: "Huru få äro de som veta att Diarbekir i Mesopotamien är den gamla Amida, kallad tillförne Tiganocerta."
Citatet tas som exempel på att det som fascinerar forskaren inte nödvändigtvis är intressant för andra personer.

## Sport

### Fotboll
- Amed SFK
- Diyarbakırspor
- Diyarbekirspor

## Kända personer
- Suzan Samanci, författare